# Йохансен, Ярнар
Я́рнар Я́купссон Йо́хансен (фар. Hjarnar Jákupsson Johansen; род. 13 апреля 2004 года в Тофтире, Фарерские острова) — фарерский футболист, нападающий клуба «Б68».

## Клубная карьера
Ярнар — воспитанник тофтирского «Б68». В годы выступлений за юношескую команду 2004 года рождения он отмечался как «прирождённый бомбардир, обладающий отличным ударом с левой ноги». В конце сезона-2020 его начали привлекать к тренировкам и матчам взрослой команды «Б68». Ярнар дебютировал за неё 1 ноября 2020 года в матче первого дивизиона против клуба «Хойвуйк»: нападающий заменил Оули Ольсена на 46-й минуте. В своём первом сезоне на взрослом уровне Ярнар также провёл полную встречу с «Б71», которая состоялась 6 ноября. 29 июня 2021 года форвард дебютировал в фарерской премьер-лиге: он вышел на поле вместо Фруйи Петерсена на 85-й минуте матча со столичным «ХБ».

## Карьера в сборной
Ярнар представлял Фарерские острова на юношеском уровне. За сборную Фарерских островов до 15 лет он дебютировал 18 октября 2018 года, отметившись голом в ворота сверстников из Лихтенштейна. Через 2 дня он забил мяч в ответной игре. В 2019 году нападающий провёл 2 игры за юношескую сборную архипелага до 17 лет.

## Клубная статистика
| Выступление      | Выступление      | Выступление      | Лига | Лига | Кубки | Кубки | Еврокубки | Еврокубки | Прочие | Прочие | Итого | Итого |
| Клуб             | Лига             | Сезон            | Игры | Голы | Игры  | Голы  | Игры      | Голы      | Игры   | Голы   | Игры  | Голы  |
| ---------------- | ---------------- | ---------------- | ---- | ---- | ----- | ----- | --------- | --------- | ------ | ------ | ----- | ----- |
| Б68              | Первый дивизион  | 2020             | 2    | 0    | 0     | 0     | 0         | 0         | 0      | 0      | 2     | 0     |
| Б68              | Премьер-лига     | 2021             | 2    | 0    | 0     | 0     | 0         | 0         | 0      | 0      | 2     | 0     |
| Б68              | Премьер-лига     | 2023             | 0    | 0    | 0     | 0     | 0         | 0         | 0      | 0      | 0     | 0     |
| Итого            | Итого            | 4                | 0    | 0    | 0     | 0     | 0         | 0         | 0      | 4      | 0     |       |
| Всего за карьеру | Всего за карьеру | Всего за карьеру | 4    | 0    | 0     | 0     | 0         | 0         | 0      | 0      | 4     | 0     |